# Карманга
Карманга (в среднем течении Кормаунйоки, в верхнем Кормасенйоки) — река в России, протекает по территории Лоухского района Карелии. Длина реки — 26 км, площадь водосборного бассейна — 170 км².
Река берёт начало из озера Матронлампи. Впадает в Пяозеро на высоте 109,5 м над уровнем моря.
Протекает через озеро Пиртти-Корманен.

## Данные водного реестра
По данным государственного водного реестра России относится к Баренцево-Беломорскому бассейновому округу, водохозяйственный участок реки — Ковда от истока до Кумского гидроузла, включая озёра Пяозеро, Топозеро. Речной бассейн реки — бассейны рек Кольского полуострова и Карелии, впадает в Белое море.